# Paloma herida
Paloma herida és una pel·lícula mexicà-guatemalenca produïda per Manuel Zeceña Diéguez en societat amb productors mexicans, dirigida per Emilio Fernández. Protagonitzada per Patricia Conde, Emilio Fernández Romo, Andrés Soler i Columba Domínguez, va ser una de les pel·lícules que el productor guatemalenc va rodar completament al seu país, amb equip i actors mexicans.

## Argument
Paloma (Patricia Conde) és una jove indígena rossa que arriba a un poble costaner on es dirigeix a la cantina del lloc per a assassinar a sang freda Danilo Zeta (Emilio Fernández). La jove és capturada i, en ser jutjada en la plaça pública de Puerto San José, es nega a parlar. En la presó, després de donar a llum un nen, el jutge Justo (Andrés Soler) i la seva esposa Amalia l'animen a comptar el seu passat.
La noia vivia amb Fidencio, el seu pare, a les ribes del llac Atitlán en espera de casar-se amb Esteban, un pescador de la regió, quan Zeta va arribar amb un grup d'assassins i de prostitutes a apoderar-se del seu poble, San Antonio Palopó. El cacic va sotmetre als pobladors a treballs agrícoles forçats i els va obligar a gastar els seus miserables. Les circumstàncies obliguen a molts a migrar mentre que els qui es queden viuen entre la humiliació i la por. Danilo mata Esteban, Fidencio i als seus propis sequaços per a després violar Paloma, qui busca la manera d'alliberar-se del seu botxí.
Després d'escoltar el relat, el jutge decideix deixar-la en llibertat, qui es va juntament amb el seu fill caminant per la platja al capvespre.

## Rodatge
La pel·lícula es va filmar a Guatemala, en locaciones de Puerto San José es van filmar les escenes inicials i finals, mentre que les escenes del poble de Paloma es van filmar a San Antonio Palopó i als voltants del llac Atitlán.

## Repartiment
- Patricia Conde: Paloma
- Emilio Fernández: Danilo Zeta
- Andrés Soler: Justo
- Columba Domínguez